# Stilbops orientalis
Stilbops orientalis là một loài tò vò trong họ Ichneumonidae.